# Eileen Wearne
Alice Eileen Wearne (ur. 30 stycznia 1912 w Enfield, zm. 6 lipca 2007 w Sydney) –  australijska lekkoatletka, sprinterka, dwukrotna medalistka igrzysk Imperium Brytyjskiego w 1938.
Jako druga lekkoatletka w historii Australii wystąpiła na igrzyskach olimpijskich (pierwszą była Edith Robinson). Na igrzyskach olimpijskich w 1932 w Los Angeles Wearne odpadła w eliminacjach biegu na 100 metrów.
Na igrzyskach Imperium Brytyjskiego w 1938 zdobyła brązowy medal w biegu na 220 jardów (za swymi koleżankami z reprezentacji Australii Decimą Norman i Jean Coleman) oraz złoty medal w sztafecie 110-220-110 jardów wraz z Norman i Coleman
Wearne była mistrzynią Australii w biegu na 100 jardów w 1931/1932 i 1935/1936, wicemistrzynią  na tym dystansie w 1934/1935 oraz w biegu na 220 jardów w 1934/1935 i 1935/1936, a także brązową medalistką w biegu na 220 jardów w 1937/1938.
Dwukrotnie była rekordzistką Australii w biegu na 100 metrów do wyniku 12,3 s uzyskanego 30 stycznia 1932 w Sydney, raz w biegu na 200 metrów z czasem 25,9 s (18 stycznia 1932 w Sydney i raz w sztafecie 4 × 100 metrów z czasem 49,3 s (30 stycznia 1932 w Melbourne).
Jej rekord życiowy w biegu na 100  metrów wynosił 12,2 s (16 grudnia 1933 w Sydney), a w biegu na 200 metrów 25,0 s (10 lutego 1938 w Sydney).